# NGC 5150
NGC 5150 في الفهرس العام الجديد، هي مجرة، تقع في كوكبة الشجاع. اكتشفت في 5 مايو 1834 بواسطة جون هيرشل.

## روابط خارجية
- NGC 5150 على موقع ويكي سكاي: DSS2, SDSS, GALEX, IRAS, Hydrogen α, X-Ray, Astrophoto, Sky Map, Articles and images